# Fullrate
Fullrate A/S var et dansk teleselskab.
Firmaet blev grundlagt i slutningen af 2005 af 5 tidligere ansatte i Cybercity. Fullrate benyttede sig af ADSL2+-teknologi og leverede ADSL-forbindelser med båndbredde på op til 50/5 Mbit. I 2006 blev de første bredbåndsforbindelser i Storkøbenhavn etableret, og i 2008 blev selskabet landsdækkende. Fullrate ændrede bredbåndsforretning i Danmark på samme måde, som Telmore havde gjort det på mobilområdet. Successen var stor, og i 2009 købte TDC selskabet. Året efter kunne Fullrate også tilbyde mobilt bredbånd. 
I april 2011 lancerede Fullrate TV som supplement til bredbåndsforretningen, og i november samme år kom også mobiltelefoni blandt produkterne. I løbet af 2012 overtog Fullrate Telmores resterende bredbåndskunder, og den 1. januar 2013 blev Fullrate slået sammen med teleselskabet M1 hvormed Fullrate opnåede en kundebase på over 300.000.
I 2019 blev Fullrate som en konsekvens af opspaltningen af TDC i TDC Net og Nuuday, en del af sidstnævnte. Den 20. januar 2020 annoncerede Nuuday at Fullrate ville blive sammenlagt med YouSee i løbet af foråret 2020.